# شارلوت ريدل
شارلوت إليزا لوسون ريدل (بالإنجليزية: Charlotte Eliza Lawson Riddell؛ وُلدت باسم شارلوت كوان، 30 سبتمبر 1832 – 24 سبتمبر 1906)، وتُعرف أيضًا باسم السيدة ج. هـ. ريدل، وباسمها الأدبي F. G. Trafford، كانت كاتبة أيرلندية بارزة خلال العصر الفيكتوري. ألفت 56 عملًا أدبيًا، بين روايات ومجموعات قصصية، وكانت من الشخصيات المؤثرة في الوسط الأدبي البريطاني في القرن التاسع عشر.

## الحياة المهنية
بدأت ريدل مسيرتها الأدبية باستخدام الاسم المستعار F. G. Trafford، وحققت شهرة مبكرة من خلال روايتها "George Geith of Fen Court" التي صدرت عام 1864. كتبت ريدل روايات ذات طابع اجتماعي واقتصادي، وغالبًا ما تناولت الحياة في لندن ومشاكل التجارة والطبقة الوسطى، وكانت أعمالها تجمع بين الدراما والواقعية وأحيانًا الغموض الأدبي.

## مساهماتها الأدبية
تُعد ريدل واحدة من أوائل الكاتبات اللاتي قدّمن أعمالًا أدبية تتناول البيئة التجارية للمجتمع الفيكتوري. كما كانت محررةً مشاركة لمجلة St. James's Magazine، وهي مجلة أدبية لندنية مرموقة في ستينيات القرن التاسع عشر، ما أعطاها مكانة بارزة في الوسط الثقافي والأدبي آنذاك.

## إرثها
لا تزال روايات ريدل تحظى بالاهتمام من الباحثين في الأدب الفيكتوري، وقد أُعيد نشر عدد من أعمالها في طبعات حديثة. ويُنظر إليها كواحدة من أبرز الكاتبات الأيرلنديات اللاتي ساهمن في إثراء الأدب الإنجليزي في القرن التاسع عشر.